# Peperomia gracillima
Peperomia gracillima là một loài thực vật có hoa trong họ Hồ tiêu. Loài này được S. Watson miêu tả khoa học đầu tiên năm 1887.